# رمله سفلی
رمله سفلی، روستایی از توابع بخش مرکزی شهرستان رامشیر در استان خوزستان ایران است.

## جمعیت
این روستا در دهستان عبدلیه غربی قرار دارد و براساس سرشماری مرکز آمار ایران در سال ۱۳۸۵، جمعیت آن ۷۰ نفر (۱۰خانوار) بوده‌است.